# Rooms-Katholiek Kerkhof Haastrecht

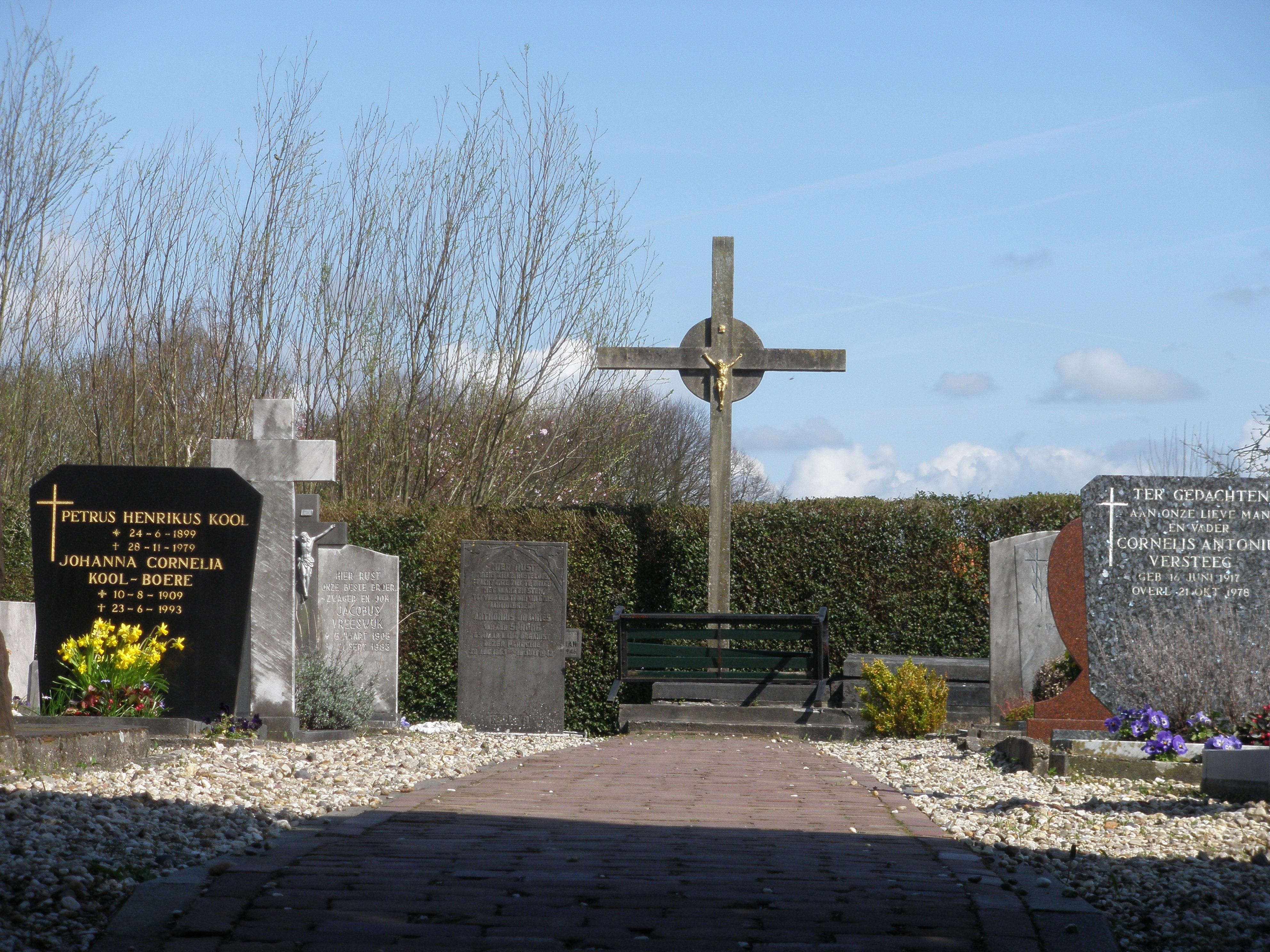
Centrale middenpad met kruis

Het Rooms-Katholiek Kerkhof Haastrecht is een rooms-katholieke begraafplaats in de stad Haastrecht (gemeente Krimpenerwaard), in de Nederlandse provincie Zuid-Holland. 
De begraafplaats ligt achter de Sint-Barnabaskerk en heeft een hoofdpad met aan het eind daarvan een groot kruis met Christusfiguur.
Er bevinden zich enkele graven van zusters. Een bijzonder graf is dat van Anthonius Joannes van der Sprong die 65 jaar lang organist was in de Barnabaskerk. Het kindergraf van Chrisje Seekles heeft een symbolische sleutel voor de hemelpoort.